# Kultur in Hadern
„Kultur in Hadern e. V.“ ist ein gemeinnütziger Verein, der mit einem breitgefächerten Kulturprogramm kulturelles Engagement im Münchner Stadtteil Hadern fördert.

## Der Kulturverein
„Kultur in Hadern e. V.“ wurde 1993 ins Leben gerufen und wird durch das Münchner Kulturreferat finanziell gefördert. 250 Mitglieder unterstützen die Arbeit von „Kultur in Hadern e. V.“, indem sie sich ehrenamtlich im Vorstand und/oder als Helfer einbringen. Die Mitgliedsbeiträge geben dem Verein eine sichere finanzielle Basis. Ein besonderes Anliegen von „Kultur in Hadern“ sind erschwingliche Eintrittspreise, um allen Hadernern herausragende Kulturereignisse und Künstler direkt vor Ort bieten zu können.

## Kulturprogramm von Kultur in Hadern e. V.
Er bietet heute ein vielfältiges Kulturangebot mit etwa 40 Veranstaltungen jährlich:
- (Kunst-)Ausstellungen
- Diskussionsrunden
- Kabarett (Bruno Jonas, Dieter Hildebrandt, Ottfried Fischer, Andreas Giebel, Biermösl Blosn, Josef Brustmann etc.)
- Konzerte
- Kulturfahrten und Städtereisen ins In- und Ausland (z. B. Erfurt, Zürich, Basel, Elsass, Bamberg, Genua, Böhmen, Emilia-Romagna, Venetien, Toskana)
- Museumsbesuche
- Lesungen

## Veranstaltungsorte
Kultur in Hadern nutzt Säle und Räume in Hadern wie die des Wohnstifts Augustinum, der Münchner Stadtbibliothek, der Münchner Volkshochschule, von Schulen oder Kirchengemeinden, so dass im gesamten Stadtviertel ein vielfältiges Kulturangebot präsent ist. Oft wird mit diesen Institutionen Vorträge, Konzerten, Theateraufführungen etc. gemeinsam geplant und veranstaltet, so dass „Kultur in Hadern“ eng mit allen kulturellen Akteuren vor Ort vernetzt ist.
- Münchner Stadtbibliothek, Stadtteilbibliothek Hadern, Guardinistraße 90, U6 Haderner Stern
- Münchner Volkshochschule (MVHS), Außenstelle Hadern mit „Galerie Guardini“ in der MVHS, Guardinistraße 90, U6 Haderner Stern
- Kleines privates Lehrinstitut Derksen Gymnasium, Pfingstrosenstraße 73, U6 Klinikum Großhadern
- Wohnstift Augustinum, Theatersaal, Stiftsbogen 74, U6 Haderner Stern, Tram 18 Gondrellplatz
- Galerie Richter Masset, Würmtalstraße 20, U6 Holzapfelkreuth, Bus 54
- Pfarrei Erscheinung des Herrn, Terofalstraße 66, Bus 56, 167, 168
- Schack-Galerie, Prinzregentenstraße 9
- Museum Fünf Kontinente, Maximilianstrasse 42

## Kooperationspartner
- Münchner Stadtbibliothek
- Münchner Volkshochschule
- Wohnstift Augustinum